# Hiệp hội bóng đá Quần đảo Faroe
Hiệp hội bóng đá Quần đảo Faroe (FSF) (tiếng Faroe: Fótbóltssamband Føroya; tiếng Đan Mạch: Færøernes fodboldforbund) là tổ chức quản lý, điều hành các hoạt động bóng đá ở Quần đảo Faroe. Hiệp hội quản lý đội tuyển bóng đá quốc gia nam và nữ, tổ chức các giải bóng đá như vô địch quốc gia và cúp quốc gia. Hiệp hội bóng đá Quần đảo Faroe gia nhập FIFA năm 1988 và UEFA năm 1990.